# Asystasia macrophylla
Asystasia macrophylla là một loài thực vật có hoa trong họ Ô rô. Loài này được (T.Anderson) Benth. ex Lindau mô tả khoa học đầu tiên năm 1895.